# Southbury
Southbury – miasto w Stanach Zjednoczonych, w stanie Connecticut, w hrabstwie New Haven.